# Portugese parlementsverkiezingen 2022
De parlementsverkiezingen in Portugal van 2022 vonden plaats op 30 januari 2022. Hierbij werd voor een periode van vier jaar een nieuwe volksvertegenwoordiging verkozen in het 230 zetels tellende Assembleia da República. De verkiezingen werden eerder uitgeschreven omdat de regerende Partido Socialista het niet voor elkaar kreeg een nieuwe staatsbegroting door het parlement te krijgen. De verkiezingen werden in november 2021 aangekondigd door president Marcelo Rebelo de Sousa.

## Achtergrond
Op 27 oktober 2021 werd de door de socialistische minderheidsregering voorgestelde begroting verworpen door de Vergadering van de Republiek. Het Links Blok en de Unitaire Democratische Coalitie, die eerder de regering hadden gesteund, sloten zich aan bij de rechtse partijen om de begroting af te wijzen. Op 4 november 2021 kondigde Marcelo Rebelo de Sousa, de president van Portugal, aan dat er op 30 januari 2022 vervroegde verkiezingen zouden worden gehouden.

## Kiesstelsel
Portugal is onderverdeeld in achttien districten en twee autonome regio's (Madeira en de Azoren). Samen kiezen zij 226 van de 230 parlementszetels, waarbij de onderlinge zetelverdeling wordt bepaald op basis van het aantal geregistreerde kiezers in elk gebied. De overige vier zetels worden gekozen door Portugezen elders in Europa (2) en in andere delen van de wereld (2).
| District | Leden |
| -------- | ----- |
| Lissabon | 48    |
| Porto    | 40    |
| Braga    | 19    |
| Setúbal  | 18    |
| Aveiro   | 16    |
| Leiria   | 10    |
| Coimbra  | 9     |
| Faro     | 9     |
| Santarém | 9     |
| Viseu    | 8     |
| Madeira  | 6     |

| District         | Leden |
| ---------------- | ----- |
| Viana do Castelo | 6     |
| Azoren           | 5     |
| Vila Real        | 5     |
| Castelo Branco   | 4     |
| Beja             | 3     |
| Bragança         | 3     |
| Évora            | 3     |
| Guarda           | 3     |
| Portalegre       | 2     |
| Europa           | 2     |
| buiten Europa    | 2     |

## Resultaten
De Socialistische Partij behaalde een grote overwinning (9 zetels winst) en veroverde daarmee, voor het eerst sinds 2005, een absolute meerderheid. Dit ging ten koste van de kleine linkse partijen: zo moest Links Blok 14 zetels inleveren en raakte de Unitaire Democratische Coalitie zes zetels kwijt. Ook de Volkspartij deed het slecht en verloor al haar vijf zetels, waarmee de partij uit het parlement verdween.
Genoeg! en Liberaal Initiatief deden het goed en wonnen er respectievelijk 11 en 7 zetels bij.
Zo'n 157.000 stemmen van Portugezen elders in Europa werden door het Grondwettelijk Hof ongeldig verklaard, omdat bij de meeste stembiljetten per post geen kopie van een identiteitsbewijs was meegeleverd. De stemming moest voor deze groep overgedaan worden. Het aantreden van een nieuwe regering, het derde kabinet onder premier António Costa (PS), moest hierdoor uitgesteld worden naar 30 maart 2022, ruim een maand later dan eerder voorzien.
| Partij            | Partij                          | Leider                         | 2019      | 2019       | 2019   | 2022      | 2022       | 2022   | Verschil |
| Partij            | Partij                          | Leider                         | Stemmen   | Percentage | zetels | Stemmen   | Percentage | zetels | Verschil |
| ----------------- | ------------------------------- | ------------------------------ | --------- | ---------- | ------ | --------- | ---------- | ------ | -------- |
|                   | Socialistische Partij           | António Costa                  | 1.908.036 | 36,3%      | 108    | 2.246.637 | 41,7%      | 117    | 9        |
|                   | Sociaaldemocratische Partij     | Rui Rio                        | 1.457.704 | 27,8%      | 79     | 1.577.759 | 29,3%      | 76     | 3        |
|                   | Genoeg!                         | André Ventura                  | 67.826    | 1,3%       | 1      | 385.543   | 7,2%       | 12     | 11       |
|                   | Liberaal Initiatief             | João Cotrim de Figueiredo      | 67.681    | 1,3%       | 1      | 268.414   | 5,0%       | 8      | 7        |
|                   | Unitaire Democratische Coalitie | Jerónimo de Sousa              | 332.473   | 6,3%       | 12     | 236.630   | 4,4%       | 6      | 6        |
|                   | Links Blok                      | Catarina Martins               | 500.017   | 9,5%       | 19     | 240.257   | 4,5%       | 5      | 14       |
|                   | Mensen-Dieren-Natuur            | Inês Sousa Real                | 174.511   | 3,3%       | 4      | 82.250    | 1,5%       | 1      | 3        |
|                   | LIVRE                           | Rui Tavares                    | 57.172    | 1,1%       | 1      | 68.971    | 1,3%       | 1      | 0        |
|                   | Volkspartij                     | Francisco Rodrigues dos Santos | 221.774   | 4,2%       | 5      | 86.578    | 1,6%       | 0      | 5        |
| Overige partijen  | Overige partijen                | Overige partijen               | 208.284   | 3,97%      | 0      |           |            |        |          |
| Blanco / ongeldig | Blanco / ongeldig               | Blanco / ongeldig              | 255.586   | 4,87%      | 0      | 111.299   | 2.07%      |        |          |
| Totaal            | Totaal                          | Totaal                         | 5.251.064 | 100%       | 230    | 5.389.705 | 100%       | 230    |          |